# Гидравлический разгонщик

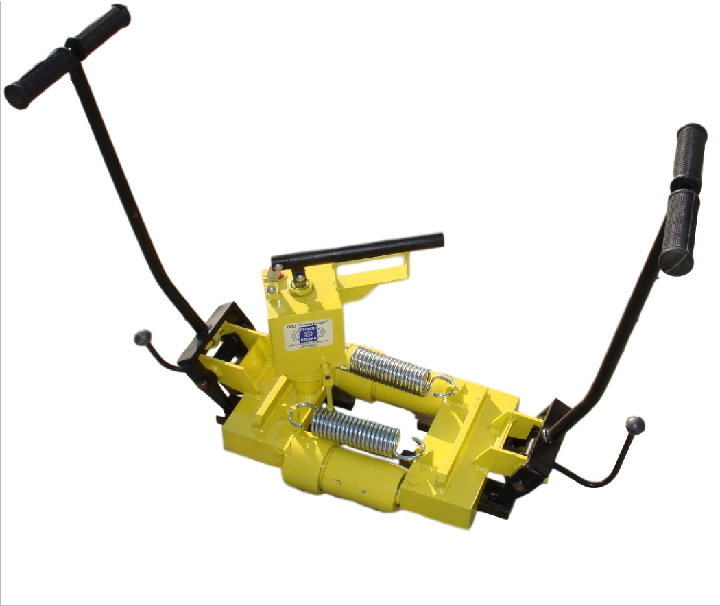
Разгонщик гидравлический

Гидравлический разгонщик (рельсоразгонщик, путеразгонщик)— путевой инструмент для регулировки (разгонки) зазоров в рельсовых стыках. Применяется на железнодорожном транспорте при строительстве, ремонте и текущем содержании железнодорожного пути.

## История появления
Первые отечественные путеразгонщики были применены в 1960-е годы.
На данный момент разгонщики гидравлического типа полностью вытеснили разгонщики зазоров ударного действия. Также, на железнодорожных путях иногда можно встретить в работе винтовые разгонщики зазоров.

## Принцип работы

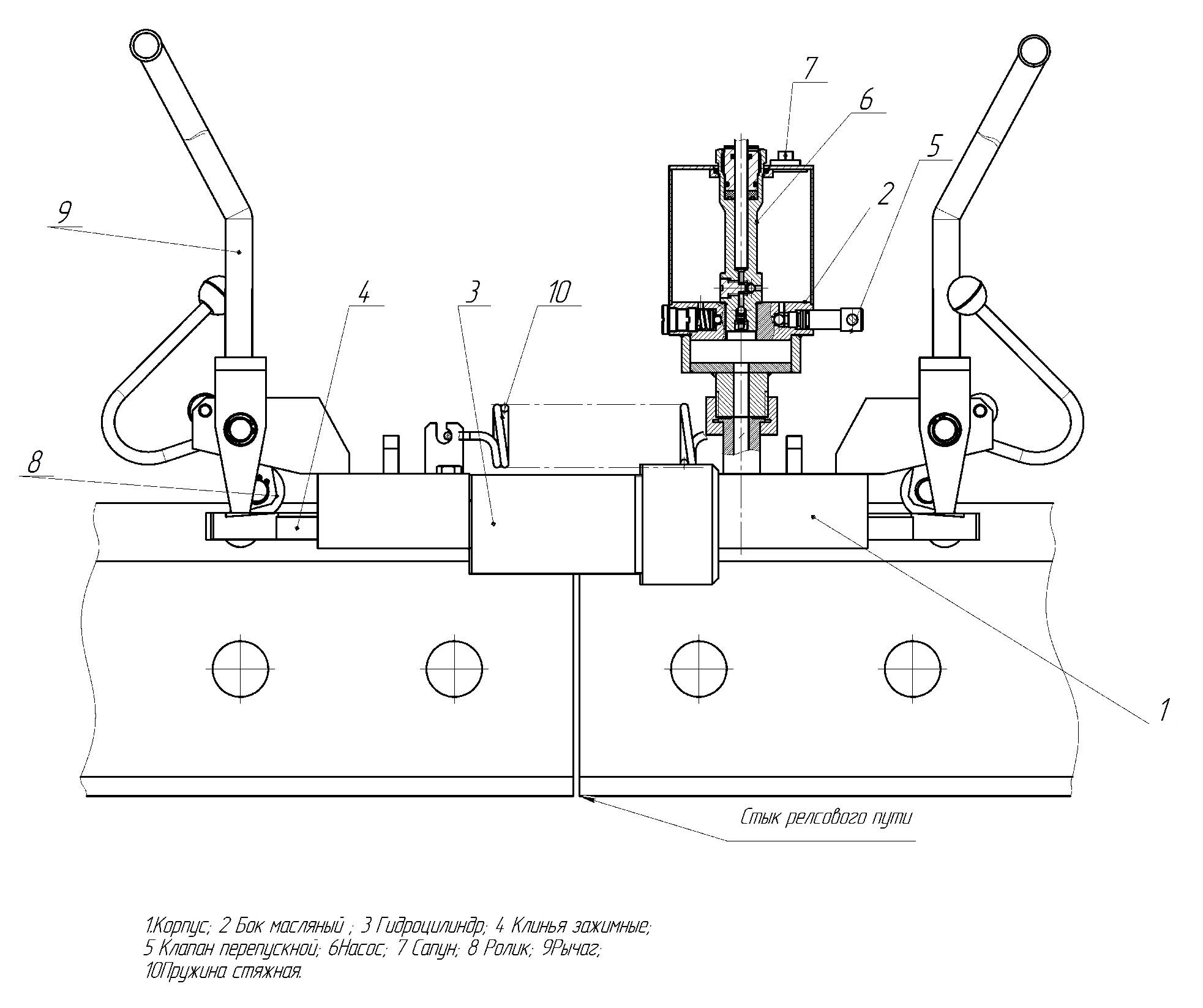
Схема разгонщика гидравлического

Гидравлические разгонщики используются на железной дороге для корректировки стыковых зазоров между рельсами, которые нарушаются вследствие угона пути.
Действие путеразгонщика основано на передаче распорного усилия, создаваемого в гидроцилиндре, на клиново-зажимные устройства, которые закрепляются на торцах соседних рельсов. При подаче масла ручным гидронасосом в гидроцилиндры происходит перемещение штоков, воздействующих на рельсы через клиновые зажимы. В исходное положение поршни возвращаются под действием пружин. 
Разгонщик устанавливают на рельсы так, чтобы стык двух рельсов находился на равном расстоянии от корпусов прибора. Рукоятки управления разводят в противоположные стороны, и прибор своими корпусами ложится на рельсы. Шток спускного клапана поворачивают по часовой стрелке. При качании рукояток насоса масло из резервуара поступает в распорные цилиндры. В них создается давление, под действие которого корпуса прибора, зажимая клиньями головки рельсов, начинают раздвигаться, увеличивая зазор в стыке до требуемой величины.

## Технические параметры
- максимальное усилие разгонки — 25-26 тс
- ход поршня — 100-150 миллиметров
- масса — 55-65 килограммов